# Thaltia rubra
Thaltia rubra är en snäckart. Thaltia rubra ingår i släktet Thaltia och familjen pärlemorsnäckor. Inga underarter finns listade i Catalogue of Life.